# Heinz Heimsoeth
Heinz Heimsoeth (Colonia, 12 de agosto de 1886 - 10 de septiembre de 1975), fue un filósofo alemán.

## Trayectoria
Fue profesor en las universidades de Marburgo, Colonia y Estambul. Desde 1923 fue profesor de la universidad de Königsberg. Estuvo influido por el neokantismo de la escuela de Marburgo, por los franceses Henri Bergson y Émile Boutroux, y por los alemanes Alexander Pfänder y Max Scheler.

## Obras
- Die sechs großen Themen der abendländischen Metaphysik und der Ausgang des Mittelalters, Stilke, Berlin 1922, Nachdruck der unveränderten 3. Auflage, Wissenschaftliche Buchgesellschaft, Darmstadt 1987, ISBN 3-534-00076-5, translated into English as The Six Great Themes of Western Metaphysics and The End Of The Middle Ages, Wayne State University Press, 1994, ISBN 978-0-8143-2477-6
- Fichte, E. Reinhardt, München 1923
- Metaphysik der Neuzeit, München/Berlin 1934, Nachdruck Oldenboug, München 1967
- Geschichtsphilosophie, Bouvier, Bonn 1948
- Metaphysische Voraussetzungen und Antriebe in Nietzsches "Immoralismus", Steiner, Mainz 1955
- Windelband, Wilhelm: Lehrbuch der Geschichte der Philosophie. Mit einem Schlußkapitel "Die Philosophie im 20. Jahrhundert" und einer Übersicht über den Stand der philosophiegeschichtlichen Forschung, edited by Heinz Heimsoeth, Tübingen 1957, ISBN 3-16-838032-6
- Atom, Seele, Monade. Historische Ursprünge und Hintergründe von Kants Antinomie der Teilung, Steiner, Mainz 1960
- Studien zur Philosophiegeschichte, Kölner Universitätsverlag, Köln 1961
- Hegels Philosophie der Musik, Bouvier, Bonn 1964 (aus Hegel-Studien Bd. 2, 1963, S. 162 – 201)
- Transzendentale Dialektik. Ein Kommentar zu Kants Kritik der reinen Vernunft, 4 Bände, de Gruyter, Berlin 1966–71
- Studien zur Philosophie Immanuel Kants, Bouvier, Bonn 2. Aufl. 1971, ISBN 3-416-00437-X
- Nicolai Hartmann und Heinz Heimsoeth im Briefwechsel, Frida Hartmann & Renate Heimsoeth (Hrsg.), Bonn, 1978.